# Millettia velutina
Millettia velutina är en ärtväxtart som beskrevs av Stephen Troyte Dunn. Millettia velutina ingår i släktet Millettia och familjen ärtväxter. Inga underarter finns listade i Catalogue of Life.